# Wapen van Lier
Het wapen van Lier is het heraldisch wapen van de Antwerpse stad Lier. Lier werd viermaal een wapen toegekend: in 1810, in 1819, op 30 juni 1838 en ten slotte op 8 november 1989.

## Geschiedenis
Lier ontving haar eerste wapen in de napoleontische tijd (1810) met de nog steeds behouden drie kepers van keel op zilver en in een vrijkwartier van azuur een Romeinse letter N van goud waarboven een ster van hetzelfde, hetgeen verwees naar de status van Lier als stad van tweede klasse in het keizerrijk.
In 1819 werd hetzelfde schild, weliswaar zonder het napoleontische vrij kwartier, aan Lier toegekend. Als schildhouders werden er twee gouden omziende leeuwen aan toegevoegd en het werd getopt met de Nederlandse markiezenkroon.
Ditzelfde wapen werd in 1838 door de Belgische overheid bevestigd. In 1989 werd ten slotte de Nederlandse markiezenkroon vervangen door een zilveren stedenkroon met vijf torens.

## Blazoenering
De huidige blazoenering luidt als volgt:

In zilver drie kepers van keel. Het schild getopt met een stedekroon met vijf torens van zilver en gehouden door twee omziende leeuwen van goud.
— Ministerieel Besluit, 8 november 1989.